# Bothriechis thalassinus
Espèce
Bothriechis thalassinus est une espèce de serpents de la famille des Viperidae.

## Répartition
Cette espèce se rencontre au Guatemala et au Honduras et 
Panama entre 1 370 et 1 750 m d'altitude.

## Description
L'un des paratypes de Bothriechis thalassinus' mesure 879 mm. Son dos est vert feuille s'éclaircissant sur les côtés en jaune vert. Des taches bleu turquoise marquent sa tête et son dos, les flancs sont également teintés de la même couleur mais avec de plus petites taches. Un fine ligne turquoise s'étend de l'angle de la mâchoire jusqu'à l’œil. Sa face ventrale est crème dans sa partie antérieure puis devient jaune pâle au milieu du corps et enfin vert pâle dans sa moitié postérieure. Son iris est vert teinté de doré et tacheté de noir. C'est un serpent venimeux.

## Étymologie
Son nom d'espèce, du grec ancien θαλασσινός, thalassinos, « bleu-vert », lui a été donné en référence à sa couleur..

## Publication originale
- Campbell & Smith, 2000 : A new species of arboreal pitviper from the Atlantic versant of northern Central America. Revista de Biologia Tropical, vol. 48, p. 1001-1013 (texte intégral).